# Funkcja meromorficzna
Funkcja meromorficzna – funkcja {\displaystyle f,} określona na otwartym podzbiorze {\displaystyle D} płaszczyzny zespolonej, która jest funkcją holomorficzną w zbiorze {\displaystyle D\setminus S,} gdzie {\displaystyle S} oznacza zbiór punktów izolowanych, z których każdy jest biegunem funkcji {\displaystyle f}.
Termin ten pochodzi od greckiego meros (μέρος), oznaczającego „część”.

## Przykłady
Funkcjami meromorficznymi są:
- wszystkie funkcje wymierne, np.

{\displaystyle f(z)={\frac {z^{3}-2z+1}{z^{5}+3z-1}}}

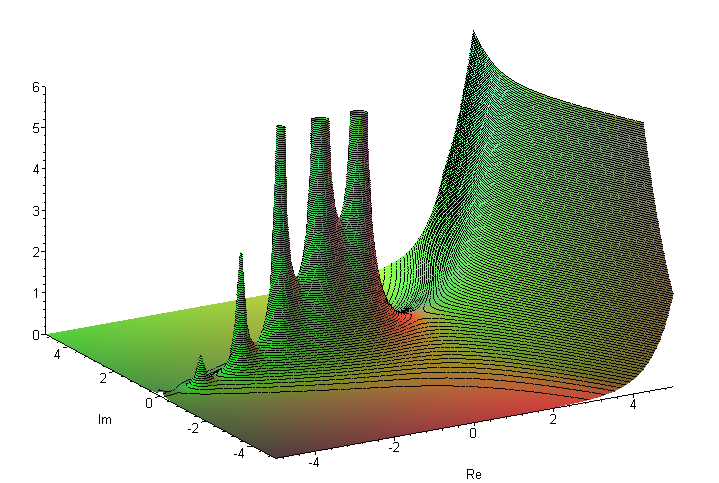
Funkcja Γ jako przykład funkcji meromorficznej

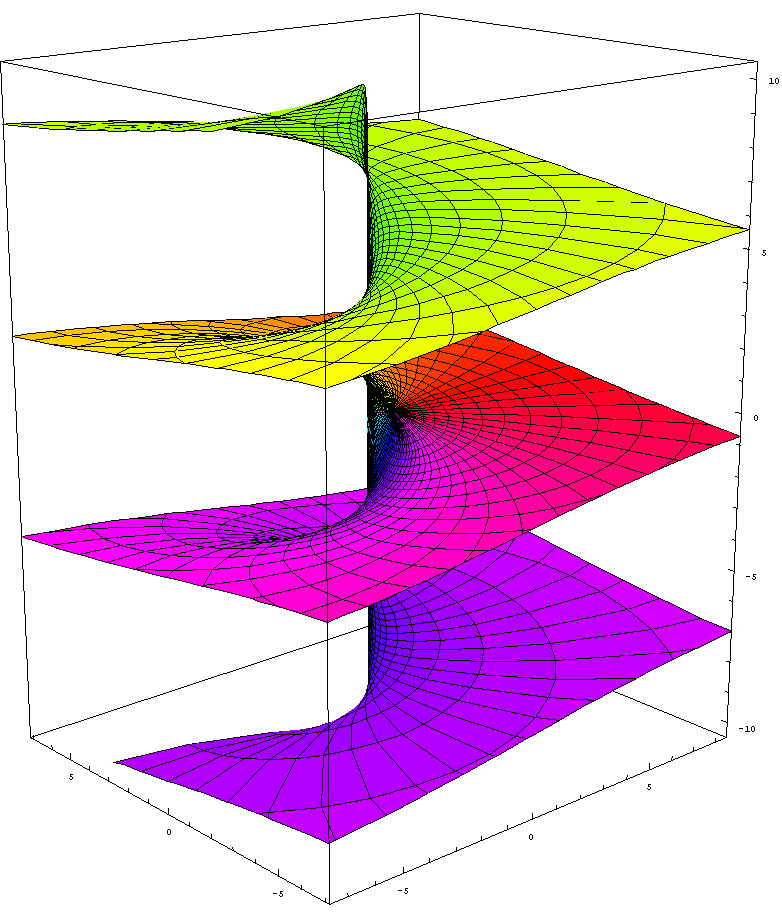
Funkcja logarytmiczna nie jest funkcją meromorficzną - oś helisy stanowi punkt rozgałęzienia (pokazano tu wykres jej części urojonej).

- {\displaystyle f(z)={\tfrac {1}{\sin(z)}}} jest funkcją meromorficzną o nieskończenie wielu biegunach.
- {\displaystyle f(z)={\frac {\mathrm {e} ^{z}}{z}}},
- {\displaystyle f(z)=\tan(z)},
- {\displaystyle f(z)={\frac {\sin(z)}{(z-1)^{2}}}}
- Funkcja Γ (gamma Eulera),
- funkcja ζ (dzeta Riemanna)

Funkcjami meromorficznymi nie są:
- wszystkie (niewymierne) funkcje algebraiczne (np.{\displaystyle {\sqrt {z}}})
- funkcja logarytmiczna {\displaystyle f(z)=\ln(z)}
- dowolna funkcja mająca punkt rozgałęzienia
- {\displaystyle f(z)=\mathrm {e} ^{\frac {1}{z}}} oraz każda funkcja posiadająca zasadniczą osobliwość gdzie indziej niż w nieskończoności
- wszystkie funkcje posiadające kumulację osobliwości (np.: punkt generujący szereg podziałów ).

## Twierdzenia I
- Każda funkcja holomorficzna jest meromorficzna[2].
- Funkcje wymierne, w szczególności homograficzne, są funkcjami meromorficznymi[2].
- Każda funkcja meromorficzna na płaszczyźnie domkniętej (tzn. na Sfera Riemanna ),  jest funkcją wymierną[2].
- Funkcje eliptyczne są „dwuokresowymi” funkcjami meromorficznymi określonymi na {\displaystyle \mathbb {C} .}
- Funkcje modularne, czyli funkcje meromorficzne określone na górnej półpłaszczyźnie hiperbolicznej, są niezmiennicze na działanie grupy modularnej; w szczególności istnieje tzw. niezmiennik j.

## Twierdzenia II
Tw. 1 Każdą funkcję meromorficzną na sferze Riemanna można wyrazić za pomocą ilorazu dwóch funkcji holomorficznych:
{\displaystyle f(z)={\frac {h_{1}(z)}{h_{2}(z)}},}
przy czym funkcja {\displaystyle h_{2}} nie może być stale równa {\displaystyle 0.} Zbiór biegunów {\displaystyle S} jest zbiorem zer funkcji {\displaystyle h_{2}.}
Tw. 2 Jeżeli zbiór {\displaystyle D} jest spójny, to zbiór wszystkich określonych na nim funkcji meromorficznych tworzy ciało (które można utożsamiać z ciałem ułamków pierścienia funkcji holomorficznych w {\displaystyle D}).
Tw. 3 Funkcje meromorficzne można utożsamiać z odwzorowaniami powierzchni Riemanna
{\displaystyle f\colon D\to \mathbb {P} _{1},}
gdzie {\displaystyle \mathbb {P} _{1}} oznacza sferę Riemanna, nazywana okresem funkcji {\displaystyle \infty .}